# Šťastný úsměv
Šťastný úsměv, z. s., je nezisková organizace dobrovolníků, která byla založena v roce 2005. Jejím cílem je demýtizace a detabuizace rozštěpů ve společnosti. Úkolem je zlepšit informovanost rodičů malých pacientů i pacientů samotných o průběhu a podmínkách léčby. Léčba je dlouhodobá a cílem spolku je tuto dlouhou cestu za šťastným úsměvem dětem i dospělým co nejvíce zpříjemnit.

## Historie
Občanské sdružení Šťastný úsměv bylo založeno 11. března 2005. O deset let později bylo převedeno na Šťastný úsměv, z. s. se sídlem v Olomouci.

## Projekty

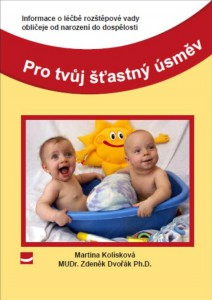
průvodce léčbou

Realizované projekty dostupné pro širokou veřejnost, které usnadňují péči o rozštěpové pacienty a zlepšují povědomí společnosti o problematice obličejových rozštěpů.
Pro tvůj šťastný úsměv
Publikace je průvodce léčbou nejrozšířenější vývojové vrozené vady obličejového rozštěpu od narození k dospělosti. Publikace byla vypracovaná ve spolupráci s odborníky a nabízí ucelené informace o léčbě. Napsali Martina Kolísková a Zdeněk Dvořák.

### Videa

#### Od rozštěpu ke šťastnému úsměvu
Krátký filmový dokument o životě dětí s rozštěpem. Seznamuje s prací spolku a seznamuje o začátcích rodičů, když se dozvědí o tom, že miminko bude mít vrozenou vývojovou vadu rozštěp. Filmový dokument zachycuje léčbu dětí s rozštěpy a zachycuje, jak právě tyto děti vnímají svůj handicap.

#### Cesta k úsměvu
Krátký filmový dokument seznamuje MUDr. Zdeněk Dvořák, Ph.D. (rozštěpový specialista z kliniky plastické a estetické chirurgie při Fakultní nemocnici u svaté Anny v Brně) s historií rozštěpů a podá ucelené informace o jeho léčbě. Součástí dokumentu jsou názory rodičů, dětí a dospělých, kteří se s rozštěpem narodili.

#### Rozštěp obličeje
Rozštěp obličeje vyžaduje náročnou a dlouhodobou léčbu, avšak díky pokrokům v medicíně dosahuje léčba skvělých výsledků. I s rozštěpem obličeje lze prožít normální a plnohodnotný život.

### Můj svět s kamarády
Knihaje určena pro děti předškolního a mladšího školního věku, které se narodily s rozštěpem obličeje a jejich kamarády a spolužáky. Srozumitelnou a zábavnou formou seznamuje dítě s průběhem léčby a nabízí způsob, jak samo dítě může o rozštěpu mluvit se svým okolím. Napsala Martina Kolísková, ilustovala Vendula Hegerová. Druhé vydání.

### Návrat z minulosti
Fantasy příběh pro děti a mládež od 9 let zavede čtenáře do počátku minulého století, kde se hlavní hrdinové knihy snaží zachránit dívku s rozštěpem. Napínavý příběh s takřka detektivní zápletkou, plný přátelství i lásky ilustrovala Barbora Naomi Vavrlová. Napsala Martina Kolísková.

### Logopedická příručka

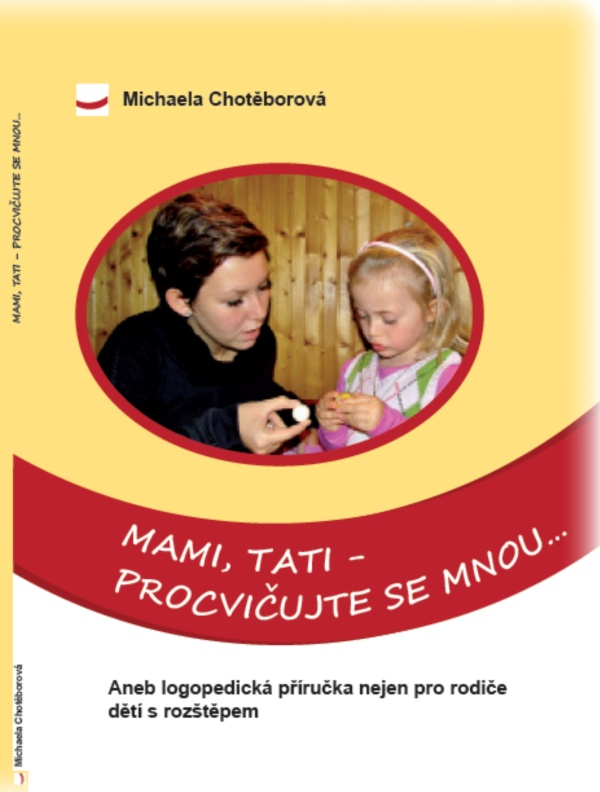
Logopedie je pro všechny

Logopedická příručka je určena nejen rodičům dětí s rozštěpem, ale i dospělým s rozštěpem a klinickým logopedům. Příručka obsahuje základní informace o tom, jaké potíže rozštěpové vady obličeje v oblasti logopedie přinášejí, ale i konkrétní cvičení pro děti s názornými obrázky, rady, jak logopedii zpříjemnit. Vysvětluje pojem palatolalie, velofaryngeální uzávěr a velofaryngeální insuficience. Na vzniku příručky spolupracoval spolek s klinickými logopedy se znalostí problematiky rozštěpů. Napsala Michaela Chotěborová.

### Příběh Lva Lippyho

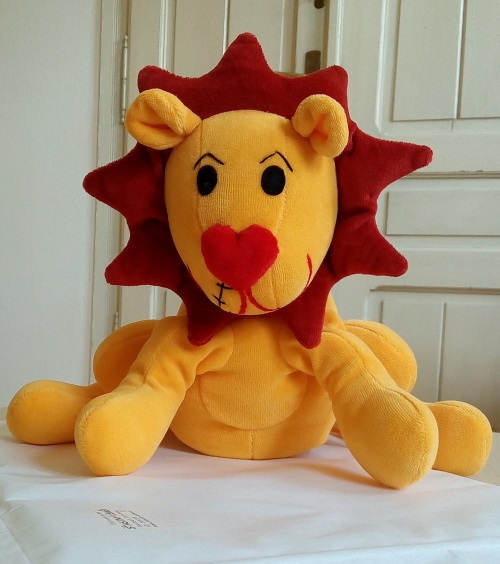
Psychologická pomůcka pro děti

Pohádka pro nejmenší je určena pro nejmenší děti s rozštěpem. Nejmenší děti zaujme a mohou se ztotožnit s jejím hlavním posláním. Děti si mohou uvědomit, že odlišnost neznamená být horší. Naopak, odlišnost je jedinečnost a je znakem každého člověka. Psychologická pomůcka pro vyrovnání se s vrozenou vadou.

### Příběh Lva Lippyho k poslechu
Pohádku převyprávěl Igor Dostálek a lze si ji poslechnout spolu s dětmi.

### Leporelo
Příběh lva Lippyho napsala Anežka Rouš Dvořáková, ilustrovala Vendula Hegerová je Leporelo pro nejmenší děti s příběhem malého lvíčka Lippyho, ze kterého vyrostl moudrý a spravedlivý král.

### Lippy
Plyšový lvíček Lippy pomáhá dětem s rozštěpy překonat úskalí léčby a doprovází děti léčbou a životem. Lippy není jen obyčejný plyšáček, ale úžasný maňásek, který vašimi ústy může povědět maličkému pacientovi pohádku, může mu vysvětlit, proč má také na rtíku jizvičku. Z hlediska psychologie poskytuje nezastupitelnou pomůcku pro děti s rozštěpem a pomáhá dětem vyrovnat se s vrozenou vadou.

### Stolní kalendář
Spolek ve spolupráci se svými členy vydává stolní kalendáře na rok. Kalendář doplněný fotografiemi dětí s rozštěpy provází s úsměvem každým dnem roku.

### Přátelská setkání rodin
Pravidelná přátelská setkání rodin, kterým vstoupila do života vrozená vývojová vada rozštěp, spolek pořádá jednou ročně. Součástí setkání jsou sbližující hry pro děti i odborné přednášky. Rodiče si mezi sebou předávají své zkušenosti s léčbou, péčí i výchovou dětí a získávají zkušenosti a nadhled nad situací. Součástí setkání jsou odborné přednášky lékařů, kteří se léčbou rozštěpů zabývají.

### Články a rozhovory do médií

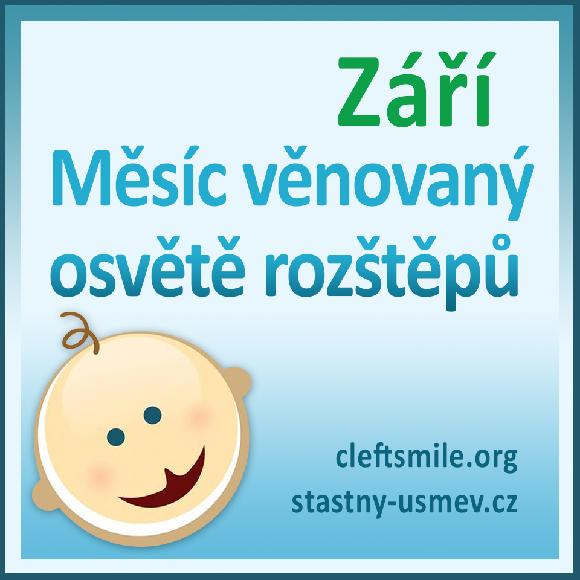
Září měsícem osvěty

Články a rozhovory do médií jsou vydávány průběžně. Články poukazují na činnost spolku i vyprávějí příběhy obyčejných rodin, kterým vstoupil do života rozštěp. Vyprávějí, jak se s nečekanou skutečností vypořádali. Rozhovory napomáhají k celospolečenské osvětě rozštěpů a k většímu povědomí o rozštěpech, o léčbě i o lidech, kteří se s nepřízní osudu vyrovnali.
Předsedkyně spolku Anežka Rouš Dvořáková byla host Českého rozhlasu Olomouc v pořadu Nezatloukat a v pořadu Větrník - Host ve studiu. Spolek publikoval články na internetovém portálu o dětech a rodičích a prezentoval lvíčka Lippyho, vysvětloval nutnost osvěty a vydal článek, kde vysvětluje rozštěp na fiktivním příběhu. Vyšel článek, kde popisuje pojem rozštěp a činnost spolku.  V časopise v rubrice příběhy ze života vyšel příběh o léčbě v dospělosti. Členka výboru Martina Kolísková prezentovala Šťastný úsměv, z.s. v TV Brno 1 v pořadu Host dne. 

### Příběhy skutečných lidí
Příběhy mají moc, mají sílu a předávají pozitivní příklady lidí, kteří mají zkušenost s obličejovými rozštěpy. Příběhy lidí jsou zveřejňovány a vyjadřují osobní zkušenost vyrovnání se s vrozenou vývojovou vadou.

### Fotokniha
O rozštěpu k úsměvu. Kniha vyšla v roce 2016 a obsahuje medailonky osob doplněné fotografiemi Lenky Hatašové. Kniha je zaměřena především na rodiče, kterým byla rozštěpová vada obličeje diagnostikována prenatálně u jejich očekávaného potomka i pro širokou širokou čtenářskou veřejnost.

### Informační letáčky
Letáčky se základními informacemi jsou vydávány a rozesílány na odborná pracoviště a jsou určeny pro odbornou i laickou veřejnost. Pro všechny, kteří chtějí vědět více o spolku a chtějí více znát problematiku obličejových rozštěpů. Je určen pro širokou veřejnost k osvětě s kolem odstraňovat mýty a tabu ve společnosti.

### Září – mezinárodní měsíc osvěty rozštěpů
Září je mezinárodní měsíc osvěty rozštěpů a spolek se každoročně aktivně připojuje. Září je vyhlášeno jako Craniofacial Acceptance Month čili měsíc věnovaný obličejovým deformitám.

## Připravované projekty
Nově připravované projekty nejen pro lidi, kterým vstoupila do života vývojová vrozená vada rozštěp i pro širokou veřejnost prezentuje spolek na svých webových stránkách.

## Výroční zprávy
Výroční zprávy jsou vydávány každý rok a shrnují činnosti spolku za uplynulé roční období.